# Golf de Rigenée
Le Golf Club de Rigenée, situé à Villers-La-Ville est un parcours de golf, qui fut fondé par Caroline et Emmanuel Descampe en 1982. Rigenée compte parmi les plus anciens parcours du Brabant Wallon.
Il a été dessiné par le célèbre dessinateur-concepteur de terrains de golf belge Paul Rolin sur des terres « magiques » qui, sauf en de cas de force majeure, autorisent le jeu durant toute l'année sur greens d'été ! Très ouvert et assez peu arboré, c'est un parcours délicat, réaménagé au fil des années par Christophe Descampe, fils du fondateur et actuel Président du Club.
Club à l’ambiance très sportive, Rigenée est traditionnellement parmi les plus brillants dans les championnats Interclubs et accueille de nombreuses compétitions nationales. Depuis 2012, Rigenée est en outre le premier « Plane Truth Performance Center » implanté en Europe
Il reçut la note de 14/20 dans l'edition 2008/2009 du Peugeot Golf Guide.